# Slaget ved Ane
Slaget ved Ane fandt sted den 28. juli 1227 mellem Otto II af Lippe, biskop i Utrecht og Rudolf II van Coevorden med sin hær af drenthere. En beretning om Slaget ved Ane (nederlandsk lavsaksisk: Slag bi'j Aone) findes i Quedam Narracio de Groninghe de Trentis de Covordia og diversis aliis under episcopis traiectensibus ("En fortælling om Groningen og Drenthe og forskellige andre ting under biskopperne i Utrecht"), et manuskript fra begyndelsen af det 13. århundrede.

## Baggrund
Fra midten af 1100-tallet blev biskopperne i Utrecht givet grene i Groningen, Overijssel og Drenthe som en forlening af den hellige romerske kejser. I 1141 gav Hartbach van Bierum biskoppen af Utrecht de tre steder Utrecht, Groningen og Drente som fænomener til brødrene Leffard og Ludolf, hans vasaller. Rivalitet mellem de respektive arvinger, præfekt Egbert of Groningen og burgrave Rudolf II af Coevorden førte til konflikter mellem Drenthe og Groningen, hvor drentherne kæmpede både med og imod biskoppens tropper. Dette kulminerede i slaget ved Ane.

## Kampen
Den 28. juli 1227 mødte biskoppen af Utrecht Otto II af Lippe og en stor gruppe af oprørske Drenths ledet af Rudolph van Coevorden i et slag på et område nær den nuværende landsby Ane.
Biskoppen havde rejst til Overijsselse Vechtsdal for at formå den oprørske provins Drenthe at falde til ro og give de lokale bønder en lærestreg. Han blev ledsaget af mange adelige, berømte riddere [3] og tropper leveret af biskopperne i Münster og Köln. Biskoppen og hans tropper mødtes i Ommen og rejste via Hardenberg (da kaldet Nienstede) og Gramsbergen til "det katastrofale og forbandede sted" Ane. Rudolf opstillede sine tropper, hovedsagelig bønder bag Mommeriete, et kvagmire ca. en halv mil bredt uden buske eller træer med vegetation der dækkede den forræderiske tørv. Så snart, de tungt pansrede riddere angreb, sank de ind i quagmire og blev let bytte for de let bevæbnede, men mobile tropper under Rudolf, der var vant til de lokale forhold.
Drentherne lykkedes at slå biskoppens styrker og dræbte de fleste, herunder biskop Otto II af Lippe og mange af hans medhjælpende riddere. Otto's efterfølger, Wilbrand van Oldenburg, opildnede det frisiske folk til at støtte ham mod de oprørske Drenths, hvilket førte til den Frisisk-Drentiske Krig i 1231-1233, som i første omgang blev vundet af Drenths. I 1233 lykkedes Wilbrands efterfølger Otto III van Holland at undertrykke et oprør ved at mønstre en stor hær.
Som en straf måtte drentherne bygge og opretholde et kloster, Sancta Maria de Campe (Mariënkamp) nær Coevorden. Placeringen viste sig at være uegnet, og klosteret blev flyttet til et sted i nærheden af Rolde omkring 1258. Klostret udviklede sig senere til byen Assen, den nuværende hovedstad i provinsen Drenthe.

## Mindesmærke
I 1967 blev der opført et monument nær Ane for at fejre denne kamp. Den har en indskrift i Zuud-Drèents: "Slag bi'j Aone, 28. juli 1227, se vocht'n ok veur oenze vri'jheid." ("Slaget ved Ane, 28. juli 1227, de kæmpede også for vores frihed".)